# Rubén Morales
Rubén Morales je meksički glumac poznat po ulogama u meksičkim telenovelama, a glumio je i u nekim filmovima.
Rođen je 11. rujna 1959. godine u mjestu zvanom Valle Hermoso u meksičkoj saveznoj državi Tamaulipas.

## Filmografija

### Filmovi
- Violencia urbana (1996)
- Buscando salida (1995)
- Bulldog (1993)
- Comando terrorista (1992)
- La secta de la muerte (1990)
- Trébol Negro (1990)

### Serije
Važnije uloge u serijama:
- Salud, dinero y amor — Gosp. Rivas-Cacho
- Uragan (telenovela) — Froilán
- Camila (telenovela) — Eduardo Meléndez
- Tres mujeres — Javier
- Labirint strasti
- Između ljubavi i mržnje — Otac (svećenik) Jesús Alarcón
- Maćeha — Detektiv Figueroa
- Oprezno s anđelom — Liječnik
- Aurora (telenovela) — Roque González
- ¿Quién es Quién? — Justino